# Christian Pomarius
Christian Pomarius, eredeti nevén Christian Baumgarten (Beszterce, ? – Szászlekence, 1565. augusztus 28.) erdélyi szász történész, evangélikus lelkész.

## Életpályája
1534-1539-ben városi jegyző volt Besztercén, 1546-1547-ben hasonló állásban Nagyszebenben és 1552-1553-ban Brassóban működött. A nagyszebeni polgármester, Peter Haller rendeletére a városi levéltárat rendezte. Az itt összegyűjtött anyagokból szerkesztette azt a gyűjteményt, amelyben régi okiratok alapján a szászok eredetét magyarázza. 1552-ben Simon Miles polgármestert kisérte a pozsonyi országgyűlésre. Visszatérve egyházi pályára lépett és evangélikus lelkész lett a besztercei kerületben Szászlekencén. Összegyűjtötte Beszterce jogi emlékeit, de gyűjtéseinek földrajzi és néprajzi vonatkozásai is vannak.
Kéziratban maradt munkái: 
- Repertorium Privilegiorum Inclytae Universitatis Saxonum in Transylvania
- De Comitiorum Posoniensium, anno 1552 celebratorum, rudes, brevesque Commentarii, Literatum Civitatis Coronensis Digestio
- Tabella chorographica plagae Bistriciensis
- Tabella chorographica plagae Transylvaniae
- Fassionum ac Judiciorum ephemeridarum Liber civitatis bistriciensis